# Gothfrith Uí Ímair
Gothfrith Uí Ímair ou  Gofraid  Ua h-Ímair († 934),  roi de Dublin de 921 à  934  et  du  Royaume viking d'York en 927.
Gothfrith petit-fils d’Ivarr roi de Dublin (irlandais Uí Ímair) appartenait à la famille des Uí Ímair ou Ua h-Ímair. Il était parent (cousin,  plus vraisemblablement que frère) du roi d'Alh Liath, Sigtryggr Caoch (irlandais Sitriuc  Uí Ímair).  Les entrées relatives à son règne, quasi annuelles  dans  les Annales d'Ulster et les Annales des quatre maîtres  témoignent de sa très grande activité.

## Viking et roi
La première mention dans les Annales d'Ulster est de 918  lorsqu'il commande une partie des hommes de son parent Ragnall Uí Ímair Ri Dubgall dans une expédition menée en Écosse. Gothfrith  prend possession de Dublin  en 921 après le départ de Sigtryggr Caoch  l’année précédente pour l’Angleterre et la reprise en mains du  Royaume viking d'York après la mort de leur parent Ragnall Uí Ímair.
Dès 924 il mène une expédition contre les vikings rivaux établis à Limerick. Au cours des  combats leur roi  qui est dénommé Tomrair mac Ailchi est tué.  Cette attaque fait sans doute suite au pillage, deux ans avant,  par ce même Mac Ailchi et les « Etrangers » de Limerick de Clonmacnoise et  la prise d’un important butin composé d’un trésor d’or et d’argent.
En 926, Alpthann (norvégien Halfdan ?) mac Gothfrith qui était sans doute son fils et héritier commandait une flotte basée à Loch Cuan (Strangford Lough) (Comté de Down). Il est vaincu et tué avec 800 de ses hommes le 28 décembre par Muirchertach mac Neill roi d’Ailech au Pont de Cluain-na-gCuimhther. Les autres Vikings encerclés ne sont sauvés que par l’intervention de Gothfrith en personne avec des renforts venus de Dublin.
En 927.   après la mort de Sigtryggr Caoch, Gothfrith tente de lui succéder à la tête d’un double royaume comprenant la Northumbrie et Dublin. Vraisemblablement à la tête de la flotte de Linn Duachail près d'Annagassan (Comté de Louth), Il abandonne l'Irlande pendant 6 mois. Il revient à Dublin, après avoir été expulsé d’York par le roi anglais Æthelstan.  En 929 il pille Kildare le jour de la Fête de Sainte Brigitte d'Irlande.
L’année suivante en 930 Gotfrith et les vikings d’Ath Cliath (Dublin),  pillent et démolissent Dearc Gearna où un millier de personnes aurait été tué à cette occasion. En 931 il intervient en Osraige pour expulser un petit-fils d’Imar de (?) de Mag Roighne.
Un certain Amlaiebh mac Godfrey (i.e Olaf Gothfrithson) qui était peut être son fils pille Ard Macha le jour de la Saint Martin de Tours avec les Vikings de Loch Cuan.
Enfin selon les Annales d'Ulster  Gothfrith  « le  plus cruel des rois des hommes du nord  meurt  de maladie » en  934.
Deux de ses trois fils survivants seront également rois à Dublin ou à York:
- Ragnall Gothfrithson
- Olaf Gothfrithson
- Blacair Gothfrithson
- Halfdan obit 926[13]